# Sažimanje podataka
Sažimanje podataka u računarstvu (još i stlačivanje podataka, kompresija podataka) je proces smanjivanja potrebnog fizičkog prostora za pohranu podataka kroz korištenje određenih metoda za zabilježavanje podataka. Osnovna jedinica obrade je datoteka i ovisno o tipu datoteke unutar datoteke se pojavljuju određena ponavljanja koja je moguće na medij za pohranu zapisati samo jednom i onda samo zabilježiti gdje se ponavljanje još javlja. Na taj način moguće je znatno smanjiti potreban prostor za pohranu što ovisi o strukturi i vrsti datoteke. Dobitak u prostoru je najmanji kod sažimanja zvučno-slikovnih datoteka jer zvuk i pokretne slike su vrlo kaotične prirode i klasične metode sažimanja podataka (sažimanje bez gubitka informacija) ovdje ne funkcioniraju, te se koriste metode u kojima se tolerira određena količina gubitka izvornih podataka.

## Načini sažimanja
Postoje dva osnovna načina sažimanja: s gubitcima i bez gubitaka. Prvi obično rezultira manjom datotekom, ali i sadržajem manje kvalitete, što ga čini idealnim za multimediju, a drugi nema gubitaka informacija, ali je i datoteka veća. Taj se način obično koristi kod kompresiranja ne-multimedijalnih podataka (npr. binarnih datoteka, tekstualnih i ostalih vrsta). Pri tome se služimo pomoćnim programima.

## Algoritmi i formati sažimanja

### Sažimanje pisanih dokumenata
Kad sažimamo podatke tipa pisanih dokumenata gubitci nisu dozvoljeni, no s druge strane, obično je omjer sažimanja takvih datoteka vrlo dobar (2-10 puta), tako da pisane dokumente sažimamo samo bez gubitaka. Najpoznatiji formati su:
- ZIP
- BZIP2 (bz2)
- RAR

Ono što često ostaje iza zavjese jest da većina programa za sažimanje podržava više metoda sažimanja, od spremanja datoteka u nesažetom obliku (arhiviranje), do sažimanja različitim algoritmima s različitim brzinama i omjerima sažimanja. Tako su zip i rar datoteke obično sažete Deflate algoritmom, izvedenicom Lempel-Ziv LZ77 algoritma koji je nastao 1977. godine. S druge strane bzip2 se oslanja na svoju varijantu Burrows-Wheeler transformacije.

### Sažimanje slika
Sažimanje bez gubitaka:
- PNG

Sažimanje s gubitcima:
- JPG
- GIF

### Sažimanje audio zapisa
Kod sažimanja audio zapisa omjer je obično vrlo loš (maksimalno 2), te za njihovo sažimanje postoje algoritmi sažimanja bez gubitaka:
- monkeys audio
- flac
- wavarc
- lpac
- wavpack

i algoritmi sažimanja s gubitcima:
- MP3
- OGG
- AAC
- WMA

### Sažimanje video zapisa
Formati:
- AVI
- MOV
- WMV

Algoritmi:
- MPEG-2 (DVD format)
- MPEG-4
  - DIVX
  - XVID

Dijeljenu biblioteku (ili biblioteke - *.so ili *.dll) koje implementiraju određeni algoritam sažimanja audio ili video zapisa zovemo codec.

## Vanjske poveznice
- Sažimanje bez gubitaka (na engleskom)  Arhivirana inačica izvorne stranice od 30. prosinca 2005. (Wayback Machine)
- Program za sažimanje fajlova 7z rar zip  Arhivirana inačica izvorne stranice od 7. prosinca 2008. (Wayback Machine) (sl)